# UVB-76

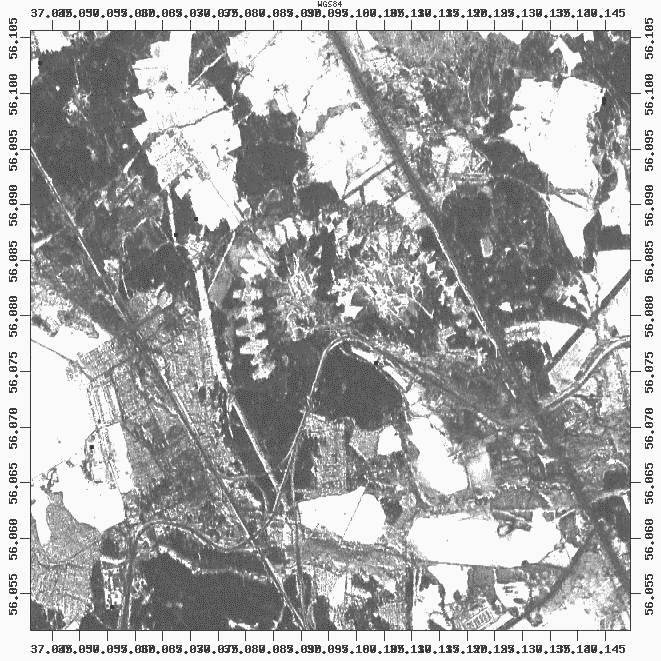
유베베 76이 이전에 있었던 것으로 추측되는 장소.

UVB-76 또는 우베베 76(러시아어: УВБ-76)은 러시아의 특정지역에서 송출되는 단파 방송 호출부호로, 일반적으로 주파수 4625KHz(낮은 진폭의 AM 주파수이다.)에 있다. 라디오 청취자 사이에서는 이 주파수를 부저(The Buzzer)라고 부른다. 이 방송은 하루 24시간 동안, 분당 약 25회의 속도로 반복되는 짧고 단조로운 소리로 이루어져 있으며, 1982년 이후부터 청취되기 시작했다. 드물게 부저 소리 대신 러시아어의 목소리가 들리기도 한다. 현재 밝혀진 바로는 송출 목적은 러시아 연방군 서부군구 사령부가 제 60중앙통신센터를 통해 송신하는 전략 명령 송신소로 밝혀졌다.

## 일반 전송

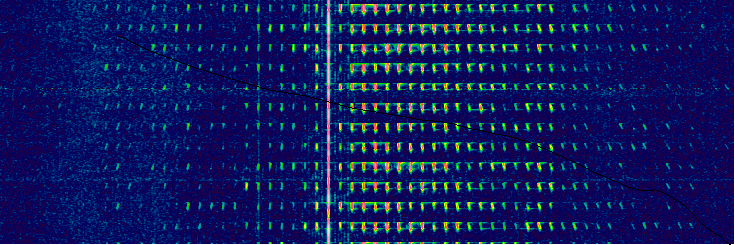
UVB-76의 낮은 측파대를 보여주는 스펙트럼.

방송은 약 1-1.3초 동안 멈추고, 분당 21-34회를 반복하며, 1.2초 정도 윙윙거리는 소리를 전달한다. 2010년 8월까지, 버저 음색은 0.8초 동안 지속되었다. 정각 1분전부터 버저 음색은 짧은 반복이 아닌 계속 이어지는 연속음으로 대체된다.
부저는 적어도 1982년 이후 방송되었으며, 2초간 두번 반복하는 음은 1990년부터 바뀌었다. 2003년 1월 16일, 긴 시간의 높은 톤(분당 20회)로 바뀌었으나, 얼마 안가 이전의 패턴으로 바뀌었다.

## 오작동
자주, 멀리서 대화하는 목소리나 기타 배경 소음으로 인해, 버저의 음색이 살아 있고 생방송 중이라는 주장(대신 재생 장치를 통해 버저를 녹음하거나 자동 소리 장치를 이용)으로 부저는 뒤에 있거나 마이크가 실수로 설정된 것일수도 있다. 그러나 이러한 경우는, 2001년 11월 3일에 러시아어로 된 사람의 목소리를 듣고 녹음한 자료가 있다."Я — 143. Не получаю генератор." "Идёт такая работа от аппаратной." ("여기는 143. 발전기 (발진기)를 받지 않았다." "이런 것들은 장비실에서 가지고 온다." ("I am 143. Not receiving the generator (oscillator)." "That stuff comes from hardware room.")).

## 음성 메시지와 기타 소리
UVB-76의 음성 메시지는 2010년 후반에 출몰하여 갑자기 나올 때까지 아주 드문 것으로 생각되었다. 그들은 일반적으로 살아있는 목소리가 러시아어로 주어지면서 반복된다. 적어도 이와 같은 메시지가 20년동안 7번(비연속) 관찰되었다.

## 위치 및 기능
현재 송신기 위치에 대해 많은 추측이 있다. 전 송신기는 러시아의 포돌스키 군의 부근이다. 위치는 북위 56° 5′ 0″ 동경 37° 6′ 37″ / 북위 56.08333°  동경 37.11028° 러 젤레노그라드와 솔네치노고르스크의 중간 정도 지점으로 모스크바 북서쪽 40km의 로제키 마을 근처이다. 위치 및 콜사인은 1997년 최초 음성 방송까지 알 수 있었다. 2010년 9월에 방송국의 수신기는 프스코프 마을 근처로 이동했다. 이것은 러시아 군대의 개편으로 인해 옮겨졌을 수도 있다.
기능은 스파이나 기타 군인들에게 명령이나 전달사항을 암호화로 전파하는 것이라고 하지만 리투아니아 공화국 정보국의 전 총리는 음성 메시지의 목적은 방송국의 근무자 확인을 위한 용도라고 발언했다.

## 같이 보기
- 링컨셔 포처 (난수방송)
- 러시아 딱따구리 (초지평선레이더)
- 난수방송
- 레터 비컨
- 죽음의 손 (핵전쟁)